# 溪底 (彰化縣)
溪底，是臺灣彰化縣伸港鄉的一個地名，位於該鄉東北部。相較於今日行政區，其範圍大致包括全興村東部、定興村、溪底村不含東南端邊界地帶、七嘉村北部凸出部分。

## 歷史
台灣清治末期至日治初期，溪底地區為一街庄，稱為「溪底庄」，隸屬於線西堡。該庄北及東隔大肚溪與塗葛堀庄、福頭崙庄、茄投庄、汴仔頭庄相望，南邊為塗厝厝庄、埤仔墘庄，西邊為新港庄。
1901年（日治明治三十四年）11月，該庄隸屬於彰化廳。1909年（明治四十二年）10月，改隸屬於臺中廳。1920年（大正九年），該庄改制為「溪底」大字，隸屬於臺中州彰化郡線西庄。
戰後線西庄改制為線西鄉，隸屬於彰化縣，大字亦改制為村。1950年7月，線西、新港分治，本地區改隸屬新成立的新港鄉。1959年7月，因與嘉義縣新港鄉同名，經抽籤後鄉名改為伸港鄉。

## 交通
省道台17線（中興路三段）又稱「西部濱海公路」，大致以東北－西南走向經過溪底地區，往東北可前往梧棲、清水等地，往西南可前往鹿港、芳苑、麥寮、台西等地。省道台61線又稱「西部濱海快速公路」，亦以東北－西南走向經過本地區西北角邊界處，可快速前往台灣西部海岸各地。
縣道139號（彰新路七段）是新港至鹿谷初鄉的道路，經過本地區西南部，往西可前往新港，往東轉南可前往彰化、南投、集集、鹿谷等地。

## 經濟
- 全興工業區

## 廟宇
- 伸慶宮（又名張玉姑廟，姑娘廟）